# Saccharodite matsumurae
Saccharodite matsumurae är en insektsart som först beskrevs av Frederick Arthur Godfrey Muir 1915.  Saccharodite matsumurae ingår i släktet Saccharodite och familjen Derbidae.

## Underarter
Arten delas in i följande underarter:
- S. m. palauensis
- S. m. ponapcana